# Gymnotus
Gymnotus is een geslacht van straalvinnige vissen uit de familie van de mesalen (Gymnotidae).

## Soorten
- Gymnotus anguillaris Hoedeman, 1962
- Gymnotus arapaima Albert & Crampton, 2001
- Gymnotus ardilai Maldonado-Ocampo & Albert, 2004
- Gymnotus bahianus Campos-da-Paz & Costa, 1996
- Gymnotus capanema Milhomem, Crampton, Pierczeka, Shetka, Silva & Nagamachi, 2012
- Gymnotus capitimaculatus Rangel-Pereira, 2014
- Gymnotus carapo Linnaeus, 1758
- Gymnotus cataniapo Mago-Leccia, 1994
- Gymnotus chaviro Maxime & Albert, 2009
- Gymnotus chimarrao Cognato, Richer-de-Forges, Albert & Crampton, 2008
- Gymnotus choco Albert, Crampton & Maldonado-Ocampo, 2003
- Gymnotus coatesi La Monte, 1935
- Gymnotus coropinae Hoedeman, 1962
- Gymnotus cuia Craig, Malabarba, Crampton & Albert, 2018
- Gymnotus curupira Crampton, Thorsen & Albert, 2005
- Gymnotus cylindricus La Monte, 1935
- Gymnotus darwini Campos-da-Paz & de Santana, 2019
- Gymnotus diamantinensis Campos-da-Paz, 2002
- Gymnotus esmeraldas Albert & Crampton, 2003
- Gymnotus henni Albert, Crampton & Maldonado-Ocampo, 2003
- Gymnotus inaequilabiatus (Valenciennes, 1839)
- Gymnotus interruptus Rangel-Pereira, 2012
- Gymnotus javari Albert, Crampton & Hagedorn, 2003
- Gymnotus jonasi Albert & Crampton, 2001
- Gymnotus maculosus Albert & Miller, 1995
- Gymnotus mamiraua Albert & Crampton, 2001
- Gymnotus melanopleura Albert & Crampton, 2001
- Gymnotus obscurus Crampton, Thorsen & Albert, 2005
- Gymnotus omarorum Richer-de-Forges, Crampton & Albert, 2009
- Gymnotus onca Albert & Crampton, 2001
- Gymnotus panamensis Albert & Crampton, 2003
- Gymnotus pantanal Fernandes, Albert, Daniel-Silva, Lopes, Crampton & Almeida-Toledo, 2005
- Gymnotus pantherinus (Steindachner, 1908)
- Gymnotus paraguensis Albert & Crampton, 2003
- Gymnotus pedanopterus Mago-Leccia, 1994
- Gymnotus refugio Giora & Malabarba, 2016
- Gymnotus stenoleucus Mago-Leccia, 1994
- Gymnotus sylvius Albert & Fernandes-Matioli, 1999
- Gymnotus tigre Albert & Crampton, 2003
- Gymnotus tiquie Maxime, Lima & Albert, 2011
- Gymnotus ucamara Crampton, Lovejoy & Albert, 2003
- Gymnotus varzea Crampton, Thorsen & Albert, 2005